# 大阪市道福町浜町線
大阪市道福町浜町線（おおさかしどうふくまちはままちせん） は、大阪府大阪市西淀川区から東淀川区に至る主要地方道である。

## 概要
- 起点 - 大阪府大阪市西淀川区福町2丁目（国道43号福町交差点）
- 終点 - 大阪府大阪市東淀川区柴島1丁目（大阪府道14号長柄橋北詰交差点）

「浜町」は柴島1丁目南東部の旧町名である。
新北野中学校前交差点以西は姫島通、以東は淀川通の道路愛称を付与されている。

## 路線状況

### 重複区間
- 大阪府道16号大阪高槻線（北野高校前交差点 - 終点）

## 地理

### 接続する道路
- 国道43号 - 福町交差点
- 国道2号 - 野里交差点
- 大阪市道淀川北岸線＜淀川通＞ - 新北野中学校前交差点
- 国道176号＜十三バイパス＞（北方向）・大阪府道16号大阪高槻線（東方向） - 北野高校前交差点
- 国道176号（本線）・大阪府道41号大阪伊丹線＜十三筋＞ - 新北野交差点
- 国道423号＜新御堂筋＞ - 西中島南方駅前交差点
- 大阪府道14号大阪高槻京都線・大阪府道134号熊野大阪線＜天神橋筋＞ - 長柄橋北詰交差点